# Teófilo Cubillas
Teófilo Juan Cubillas Arizaga, född 8 mars 1949 i Lima i Peru, är en peruansk före detta fotbollsspelare. Hans position på plan var anfallare.
Cubillas anses av många vara den främste spelaren någonsin från Peru. Han tillhörde de stora profilerna under VM-turneringarna på 1970-talet och gjorde totalt tio mål i VM. Han slog igenom under VM 1970 i Mexiko då han gjorde fem mål. Peru tog sig till kvartsfinal men föll där med 2-4 mot de blivande världsmästarna, Brasilien. Peru misslyckades med att kvalificera sig till VM 1974 men var återigen med i VM 1978 i Argentina. Peru tog sig till andra gruppspelet och Cubillas gjorde även i denna turnering fem mål. Peru deltog även i VM 1982 i Spanien men åkte ut efter första gruppspelet och Cubillas gjorde inget mål. 
Totalt spelade Cubillas 81 landskamper. Hans allra största framgång var när han ledde Peru till seger i Copa América 1975. På klubbnivå representerade han klubbar såväl i hemlandet som Europa, till exempel FC Porto från Portugal och Fort Lauderdale Strikers från USA.

## Meriter
- Deltagande i VM i fotboll: 1970, 1978, 1982
- Copa América: Segrare 1975